# Arte neo-figurativa
Per arte neo-figurativa si intende il periodo di formazione per arte figurativa. I termini neo- e figurativa emersero negli anni sessanta in Messico per rappresentare una nuova forma di arte figurativa.

## Artisti neo-figurativi
Artisti famosi neo-figurativi includono:
- Mario Berdi
- Antonio Berni
- Fernando Botero
- Eva Rorandelli
- Veronica Ruiz de Velasco
- Oswaldo Viteri